# Sick & Nimon
Sick & Nimon was een in 2023 gelanceerde act van Leendert Roelandschap (Bizzey) en Alex van der Zouwen (Kraantje Pappie).

## Geschiedenis
In 2023 stopte het duo Nick & Simon met hun gezamenlijke zangcarrière, waarna Kraantje Pappie en Bizzey vanaf juli van dat jaar daar op ironische wijze op insprongen. Op 13 juli 2023 volgde hun eerste nummer genaamd Spagaat. Kraantje Pappie en Bizzey werkten hiervoor al veelvuldig samen. In diezelfde periode werd er ook gesproken over een eventuele auditie voor een inzending van het Eurovisiesongfestival.

## Discografie
| Lied             | Verschijnen       | Album          | Hitlijsten  | Hitlijsten  | Hitlijsten   | Hitlijsten   | Opmerkingen |
| Lied             | Verschijnen       | Album          | NL (Top 40) | NL (Top 40) | NL (Top 100) | NL (Top 100) | Opmerkingen |
| Lied             | Verschijnen       | Album          | Piek        | Weken       | Piek         | Weken        | Opmerkingen |
| ---------------- | ----------------- | -------------- | ----------- | ----------- | ------------ | ------------ | ----------- |
| Spagaat          | 13 juli 2023      | —              | —           | —           | 76           | 1            |             |
| Aan vakantie toe | 27 juli 2023      | —              | —           | —           | —            | —            |             |
| Marco prima      | 10 augustus 2023  | —              | —           | —           | —            | —            |             |
| Nymfomane        | 14 september 2023 | EP: Euro Visie | —           | —           | —            | —            |             |
| Domhard          | 14 september 2023 | EP: Euro Visie | —           | —           | —            | —            |             |
| Hey hey hey      | 14 september 2023 | EP: Euro Visie | —           | —           | —            | —            |             |